# لیام فریزر
لیام فریزر (انگلیسی: Liam Fraser؛ زادهٔ ۱۳ فوریهٔ ۱۹۹۸) بازیکن فوتبال اهل کانادا است.
از باشگاه‌هایی که در آن بازی کرده‌است می‌توان به اشاره کرد.
وی همچنین در تیم‌های ملی فوتبال کانادا بازی کرده‌است.